# アレクサンドロス・クーロス
アレクサンドロス・クーロス（Alexandros Kouros (ギリシア語: Αλέξανδρος Κούρος、1993年8月21日 - ）は、アルバニア・ポリチャニ出身のプロサッカー選手。キプロスのドクサ・カトコピアスFC所属。ポジションは、ディフェンダー（レフトバック）。